# Delta-Connection-Flug 4819
Der Delta-Connection-Flug 4819 (Flugnummer IATA: DL4819, ICAO: DAL4819) war ein von der Endeavor Air im Auftrag von Delta Connection durchgeführter Flug von Minneapolis nach Toronto. Am 17. Februar 2025 kam es am Zielort zu einer Bruchlandung, bei der 21 der 80 Insassen verletzt wurden. Es gab keine Todesopfer.

## Flugzeug

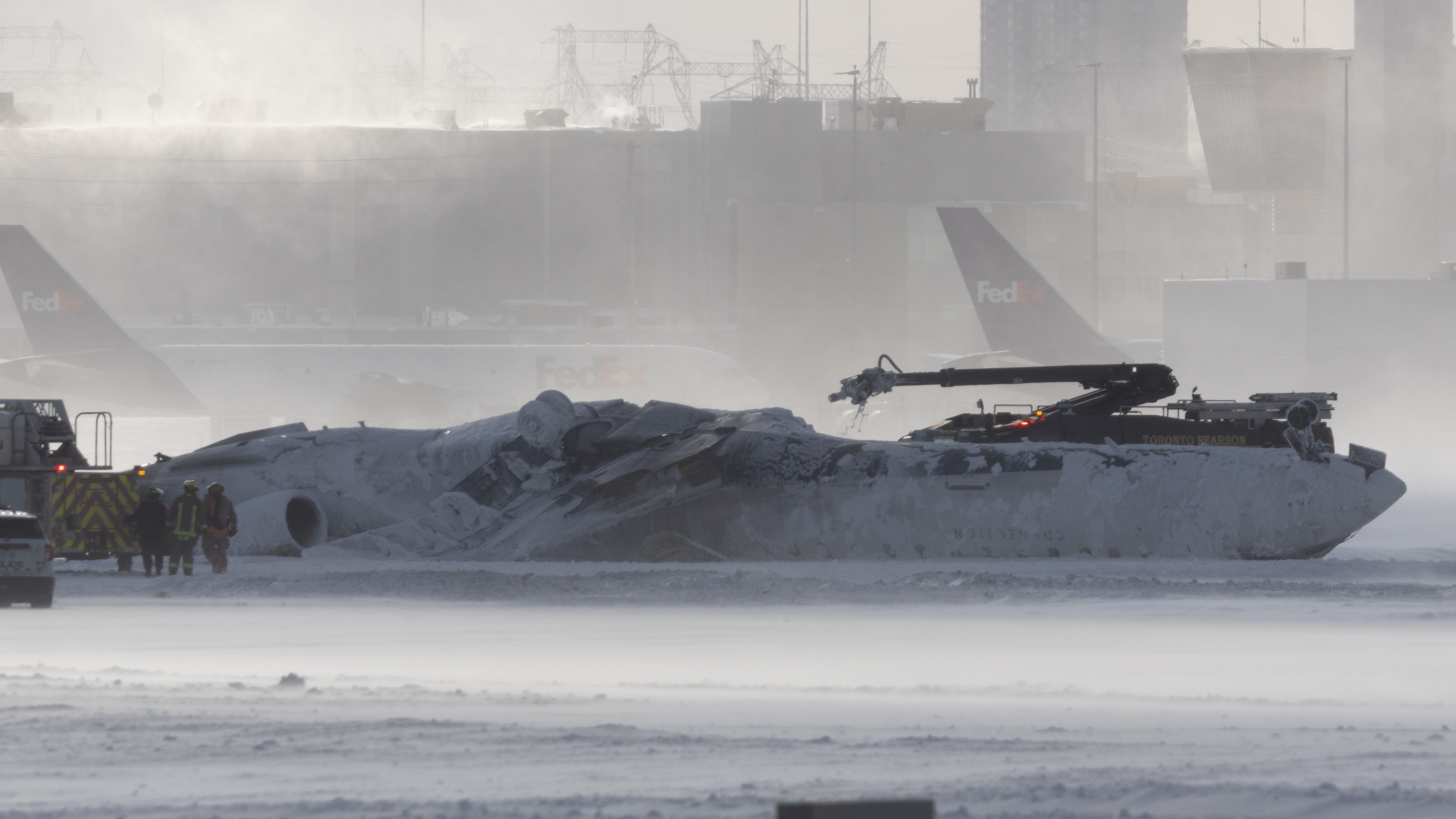
Das Wrack der Maschine auf Piste 23

Bei der verunfallten Maschine handelte es sich um einen Bombardier CRJ900LR mit dem Luftfahrzeugkennzeichen N932XJ und der Werknummer 15194. Das Flugzeug absolvierte seinen Erstflug am 24. September 2008 und wurde an Mesaba Airlines geliefert. Mit der Übernahme von Mesaba Airlines durch Pinnacle Airlines im Jahr 2012 wurde die Maschine dort weiterbetrieben und ging im Juni 2013 mit der Übernahme durch Endeavor Air in deren Flotte über. Das Flugzeug war ausgestattet mit zwei Triebwerken des Typs GE CF34-8C5 und mit zwölf Plätzen in der Business Class und 64 Plätzen in der Economy Class.

## Flugverlauf
Die Maschine hob vom Minneapolis-Saint Paul International Airport mit Ziel Toronto-Pearson und 80 Personen an Bord ab. Bei der harten Landung auf Piste 23 um 13:45 Uhr Ortszeit brach das Hauptfahrwerk und die rechte Tragfläche wurde abgerissen. Feuer brachen aus und das Flugzeug drehte sich um die Längsachse auf den Rücken, während es bis zum Stillstand über die Landebahn rutschte. Die meisten Passagiere konnten den auf dem Rücken liegenden Rumpf unverletzt verlassen. 21 verletzte Personen wurden in Krankenhäuser gebracht, von denen 19 nach kurzer Zeit wieder entlassen wurden.
Laut dem Sender CBC waren am Flughafen am Morgen des 17. Februar 2025 ca. 22 cm Neuschnee gefallen, was zu Verzögerungen im Flugbetrieb geführt habe.

## Ermittlungen
Die Ermittlungen wurden durch die kanadische Flugunfallbehörde Transportation Safety Board of Canada (TSB) übernommen und durch die FAA begleitet. Am 18. Februar, einen Tag nach dem Unfall, wurden die Flugschreiber der Maschine geborgen.

### Vorläufiger Untersuchungsbericht
Am 20. März 2025 wurde vom TSB ein vorläufiger Untersuchungsbericht herausgegeben. In diesem Bericht wurde die Referenzgeschwindigkeit Vref, der Verlauf von Flughöhe und den Geschwindigkeiten Angezeigte Geschwindigkeit (Indicated Airspeed, IAS) und Geschwindigkeit über Boden (Ground Speed) sowie die jeweilige Sinkrate in den letzten Phasen des Landeanfluges analysiert. Dabei stellte sich heraus, dass der Anflug bis zu einer Höhe von 500 Fuß über dem Boden stabilisiert erfolgte und das Flugzeug sich korrekt auf dem Gleitpfad und Landekurs des ILS befand. Bei einer starken und böigen Gegenwindkomponente aus Richtung 270° kam es ab dem routinemäßigen Abschalten des Autopiloten für den finalen Anflug zu stärkeren Schwankungen in der Fluggeschwindigkeit und einer Zurücknahme der Triebwerksleistung von 64 % N1 auf 43 % N1 durch den das Flugzeug steuernden First Officer. Gleichzeitig kam es zu Sinkraten von über 1000 Fuß pro Minute (feet per minute, fpm), die bis zum Aufsetzen nicht verringert wurden, während das Flugzeug eine Schräglage von ca. 7° nach rechts einnahm. Ohne nennenswertes Ausschweben setzte das Flugzeug mit dem rechten Hauptfahrwerksbein auf, wobei es durch die Sinkrate von 1098 fpm zu einem Landestoß von 3 g kam. Das Design-Limit der Fahrwerksbeine und deren Federung liegt bei 720 fpm bei maximal zulässigem Landegewicht. In der Folge brach der äußere Schenkel der seitlichen Stützstrebe des – ordnungsgemäß ausgefahrenen und verriegelten – rechten Fahrwerksbeines, worauf dieses in die „eingefahren“-Position in den Fahrwerksschacht gedrückt wurde und die rechte Tragfläche Bodenkontakt bekam und abbrach. Durch den Bruch wurde der Treibstofftank zerstört und es kam zu einem Brand. Vorschäden, Defekte oder unfallrelevante Unregelmäßigkeiten am Luftfahrzeug wurden bei der Voruntersuchung nicht festgestellt. Die Bestandteile des rechten Hauptfahrwerkes wurden für weitere Untersuchungen in das Prüflabor des Herstellers gebracht.
Zum Zeitpunkt des Unfalls betrug die Temperatur −9° Celsius, der Wind wehte (bei einem Landekurs von ca. 230°) aus 270° mit 20 kt (ca. 37 km/h) und Böen bis 32 kt (ca. 60 km/h), am Boden kam es zu flächiger Schneeverwehung. Die Landebahn war bei einer Breite von 60 m zu 48,7 m Breite geräumt.
Durch die Verformung des Rumpfes beim Überschlag konnte die Cockpittüre nicht geöffnet werden. Die Piloten mussten das Flugzeug über eine Notluke im Cockpitdach verlassen, was durch die Lage des Flugzeugs schwierig war, letztlich aber mit der Hilfe eines Passagiers gelang. Die Passagiere verließen das Flugzeug über den vorderen und einen der Notausgänge auf Höhe der Tragflächen. Einige Verletzungen geschahen, als kopfüber hängende Passagiere ihre Anschnallgurte öffneten und aus ihrem Sitz fielen. Einige Passagiere wurden mit Treibstoff durchnässt und mit Löschschaum eingespritzt.